# 西乡站 (陕西省)
西乡站，位于中华人民共和国陕西省汉中市西乡县，是阳安铁路上的火车站，建于1977年，由西安铁路局管辖。

## 車站周邊
- 西乡县第一中学
- 西乡县环境保护局
- 中国信合立交桥分理处
- 中国电信文昌路营业厅
- 西乡县不动产登记局
- 鑫隆商务大酒店
- 西乡县电力局
- 中国农业银行西乡县支行
- 中国工商银行西乡县支行
- 山河大酒店
- 中国农业银行金牛路分理处
- 西乡汽车站
- 中国人民银行西乡支行
- 西乡县第五中学
- 中国邮政储蓄银行西乡县支行

## 歷史
- 建于1977年。